# Čakrulo
Čakrulo (gruz. ჩაკრულო, chak'rulo) je gruzijska višeglasna zborska narodna pjesma. Trodjelna je to pjesma iz regije Kahetije, koja je posvećena pripremi ratnika za bitku protiv tiranina koji tlači narod. Karakteriziraju je dva visoko ukrašena pojedinačna vokalna dijela u pozadini iznimne zborske osnove.
Kad je UNESCO gruzijsko vokalno višeglasje 2001. godine prepoznao kao remek-djelo nematerijalne svjetske baštine, Čakrulo je naveden kao glavni primjer toga. Čakrulo je bio jedan od 29 glazbenih skladbi uključenih u fonografski zapis Voyager Golden Recorda koji je poslan u svemir na Voyageru 2 20. kolovoza 1977. godine.